# Ryan Nelsen
Ryan William Nelsen ONZM (Christchurch, 18 de outubro de 1977) é um treinador neozelandês e ex-futebolista que atuava como zagueiro. Atualmente é ex-técnico do Toronto FC , time da Major League Soccer..

## Carreira
Nelsen fez parte do elenco da Seleção Neozelandesa de Futebol nas Olimpíadas de 2008 e 2012.

## Títulos

### Internacionais
Seleção da Nova Zelândia
- Copa das Nações da OFC: 2002

### Nacionais
D.C. United
- MLS Cup: 2004